# Лунн, Сигрид Хеллиесен
Сигрид Хеллиесен Лунн (норв. Sigrid Helliesen Lund; 23 февраля 1892 — 8 декабря 1987) — норвежская пацифистка, известная своей гуманитарной деятельностью на протяжении большей части XX века и, в частности, своим сопротивлением оккупации Норвегии во время Второй мировой войны. 14 мая 2006 года Яд ва-Шем посмертно включил её в число праведников народов мира за её деятельность во время Холокоста.

## Биография
Сигрид выросла в доме, гостеприимном для художников и интеллектуалов, и она рано развила в себе независимый дух, отказавшись, помимо всего прочего, от конфирмации в Церкви Норвегии. Она сдала экзамен artium в 1911 году, а затем занялась изучением вокальной музыки в Кристиании, Байройте и Париже. Впервые перед публикой она выступила в 1918 году в Осло. Однако у неё развился респираторный недуг, сделавший карьеру певицы невозможной.
Сигрид вышла замуж за Дидриха Лунна в 1923 году. У них было двое детей; младший, Эрик, страдал синдромом Дауна. Сигрид начала свою гуманитарную деятельность в 1927 году, когда жила со своей семьёй в Одде. Там она протестовала против того, что считала неприемлемыми классовыми различиями. После того, как она посетила Германию в 1934 году, она присоединилась к Международному женскому союзу за мир и свободу (в 1935 году). Она также была вынуждена начать работу в пользу беженцев. Сигрид стала активно сотрудничать с гуманитарной организацией Nansenhjelpen и продолжила свою деятельности в оккупированной Норвегии во время Второй мировой войны. В то же время она также начала проводить работу в интересах детей с особыми потребностями.
Осенью 1939 года она отправилась в Прагу, чтобы привезти 37 еврейских детей в Норвегию, спасая их тем самым от Холокоста. Она стала активно работать помогать Еврейскому детскому дому в Осло и сыграла одну из главных ролей в спасении 14 его воспитанников в 1942 году: накануне публикации запрета на проживание всем евреям в Норвегии, который был опубликован 26 ноября 1942 года, она получила звонок от неизвестного со словами «Будет ещё одна вечеринка, на этот раз они будут собирать самые маленькие посылки». Это означало, что нацисты начнут арестовывать детей и женщин. Лунн предупредила Ник Ваал, которая уже давно разработала собственный план вывоза детей в Швецию. Лунн раздобыла продуктовые карточки, благодаря которым спрятанные по квартирам родственников Ваал дети не голодали. Уже будучи убеждённой пацифисткой, она связалась с квакерами во время войны.
В феврале 1944 года Сигрид пришлось бежать из Норвегии в Швецию, где она была назначена главой службы социального обеспечения для норвежцев, репатриированных из нацистских концлагерей. Она продолжила эту работу и после войны, распространив свою деятельность на торговый флот. Она также занимала первый пост председателя организации «Save the Children» в Норвегии.
Сигрид Хеллиесен Лунн официально присоединилась к Квакерскому сообществу в Осло в 1947 году и стала одним из ведущих голосов в мировом квакерском движении.